# Comuna de Śrem
Śrem (polaco: Gmina Śrem) é uma gminy (comuna) na Polónia, na voivodia de Grande Polónia e no condado de Śremski. A sede do condado é a cidade de Śrem.
De acordo com os censos de 2006, a comuna tem 40 101 habitantes, com uma densidade 195 hab/km².

## Área
Estende-se por uma área de 205,83 km².

## Demografia
Dados de 30 de Junho 2006:
|                      | Total   | Total | Mulheres | Mulheres | Homens  | Homens |
| -------------------- | ------- | ----- | -------- | -------- | ------- | ------ |
|                      | pessoas | %     | pessoas  | %        | pessoas | %      |
| População            | 40 101  | 100   | 20 648   | 51,49    | 19 453  | 48,51  |
| Densidade (pop./km²) | 195     | 100   | 100      | 100      | 95      | 95     |

De acordo com dados de 2002, o rendimento médio per capita ascendia a 1120,38 zł.